# DJ Steward
DJ Steward (Chicago, 2 de outubro de 2001) é um jogador norte-americano profissional de basquete que atualmente joga no Chicago Bulls da National Basketball Association (NBA) e no Windy City Bulls da G-League.
Ele jogou basquete universitário pelo Duke Blue Devils.

## Carreira no ensino médio
Steward estudou primeiro na Fenwick High School em Oak Park, Illinois. Em 2018, ele se transferiu para a Whitney Young High School em Chicago, Illinois, para seus anos restantes do ensino médio. Steward teve médias de 24,1 pontos, 4,6 rebotes e 3,1 assistências no Nike EYBL de 2019.
Em 18 de setembro de 2019, Steward se comprometeu a jogar na Universidade Duke. Ele rejeitou as ofertas de DePaul, Illinois, Indiana, Iowa State, Louisville, Carolina do Norte e Texas.

## Carreira universitária
Steward jogou em 24 jogos, sendo titular de 22 jogos, durante a temporada 2020-21 de Duke e teve médias de 13 pontos, 3,9 rebotes e 2,4 assistências.
Embora a temporada não tenha correspondido às expectativas habituais de Duke, Steward teve vários destaques durante seu único ano no time. Em sua estreia em 28 de novembro de 2020, Steward marcou 24 pontos em uma vitória de 81-71 contra Coppin State. Em 21 de dezembro de 2020, ele foi nomeado o Novato da Semana da Atlantic Coast Conference (ACC). Em 15 de janeiro de 2021, Steward marcou 26 pontos e pegou 6 rebotes na vitória por 79–68 sobre Wake Forest.

## Carreira profissional

### Stockton Kings (2021–2023)
Após uma temporada de calouro muito bem-sucedida em Duke, Steward debateu se tornar profissional. Com 1,88 m, ele era visto como alguém que tinha as habilidades de um ala-armador no corpo de um armador, e isso levou a uma sensação de que ele precisaria desenvolver habilidades de armador antes de poder jogar efetivamente na NBA. No entanto, ele decidiu se disponibilizar para o draft da NBA.
Depois de não ser selecionado no draft da NBA de 2021, Steward foi convidado pelo Sacramento Kings para a Summer League de 2021. Em 28 de setembro de 2021, ele assinou um contrato com os Kings. Ele foi dispensado antes do início da temporada. Steward assinou com o Stockton Kings da G- League como um jogador afiliado para a temporada de 2021–22.

### Vancouver Bandits (2023)
Em 6 de abril de 2023, Steward assinou com o Vancouver Bandits da Canadian Elite Basketball League. Ele foi dispensado pelos Bandits em 5 de junho para se preparar para a Summer League de 2023, onde jogaria pelo Philadelphia 76ers.

### Maine Celtics (2023–2024)
Em 2 de outubro de 2023, Steward assinou com o Boston Celtics, mas foi dispensado em 20 de outubro. Oito dias depois, ele se juntou ao Maine Celtics.

### Chicago / Windy City Bulls (2024–Presente)
Em 21 de julho de 2024, Steward assinou um contrato de duas vias com o Chicago Bulls e com seu afiliado da G-League, Windy City Bulls.

## Estatísticas da carreira

### Universitário
| Ano     | Equipe | PJ | PT | MPJ  | AP   | 3P   | LL   | RT  | AS  | BR  | TO | PPJ  |
| ------- | ------ | -- | -- | ---- | ---- | ---- | ---- | --- | --- | --- | -- | ---- |
| 2020–21 | Duke   | 24 | 22 | 30.8 | .426 | .341 | .811 | 4.0 | 2.4 | 1.1 | .6 | 13.0 |

## Vida pessoal
Steward é filho de Katicha Jackson-Williams e Danny Boy Steward, e enteado de Tyrone Hill. Ele recebeu o nome do pai, que foi um ex-artista da Death Row. Ele também jogou futebol americano no ensino médio e tem um irmão, Trent.